# بيل تيلي
بيل تيلي هو ضابط شرطة وسياسي أسترالي، ولد في 29 مارس 1963 في سيدني في أستراليا. نشط حزبياً في حزب أستراليا الليبرالي (الفرع الفيكتوري) ‏. وقد انتخب عضو الجمعية التشريعية  في فيكتوريا ‏ عن دائرة Electoral district of Benambra ‏ (25 نوفمبر 2006 – ).